# Djebel Marra
 (janvier 2024).
Si vous disposez d'ouvrages ou d'articles de référence ou si vous connaissez des sites web de qualité traitant du thème abordé ici, merci de compléter l'article en donnant les références utiles à sa vérifiabilité et en les liant à la section « Notes et références ».
 (janvier 2024).
La mise en forme du texte ne suit pas les recommandations de Wikipédia : il faut le « wikifier ».
Les points d'amélioration suivants sont les cas les plus fréquents. Le détail des points à revoir est peut-être précisé sur la page de discussion.
- Les titres sont pré-formatés par le logiciel. Ils ne sont ni en capitales, ni en gras.
- Le texte ne doit pas être écrit en capitales (les noms de famille non plus), ni en gras, ni en italique, ni en « petit »…
- Le gras n'est utilisé que pour surligner le titre de l'article dans l'introduction, une seule fois.
- L'italique est rarement utilisé : mots en langue étrangère, titres d'œuvres, noms de bateaux, etc.
- Les citations ne sont pas en italique mais en corps de texte normal. Elles sont entourées par des guillemets français : « et ».
- Les listes à puces sont à éviter, des paragraphes rédigés étant largement préférés. Les tableaux sont à réserver à la présentation de données structurées (résultats, etc.).
- Les appels de note de bas de page (petits chiffres en exposant, introduits par l'outil «  Source ») sont à placer entre la fin de phrase et le point final[comme ça].
- Les liens internes (vers d'autres articles de Wikipédia) sont à choisir avec parcimonie. Créez des liens vers des articles approfondissant le sujet. Les termes génériques sans rapport avec le sujet sont à éviter, ainsi que les répétitions de liens vers un même terme.
- Les liens externes sont à placer uniquement dans une section « Liens externes », à la fin de l'article. Ces liens sont à choisir avec parcimonie suivant les règles définies. Si un lien sert de source à l'article, son insertion dans le texte est à faire par les notes de bas de page.
- La présentation des références doit suivre les conventions bibliographiques. Il est recommandé d'utiliser les modèles {{Ouvrage}}, {{Chapitre}}, {{Article}}, {{Lien web}} et/ou {{Bibliographie}}. Le mode d'édition visuel peut mettre en forme automatiquement les références.
- Insérer une infobox (cadre d'informations à droite) n'est pas obligatoire pour parachever la mise en page.

Pour une aide détaillée, merci de consulter Aide:Wikification.
Si vous pensez que ces points ont été résolus, vous pouvez retirer ce bandeau et améliorer la mise en forme d'un autre article.
 (janvier 2024).
Le contenu est difficilement compréhensible vu les erreurs de traduction, qui sont peut-être dues à l'utilisation d'un logiciel de traduction automatique.
Le djebel Marra (arabe : جبل مرة) est un stratovolcan situé au Darfour, dans l'Ouest du Soudan, culminant à 3 042 m d'altitude. Depuis l'indépendance du Soudan du Sud, il remplace le mont Kinyeti comme point culminant du pays.

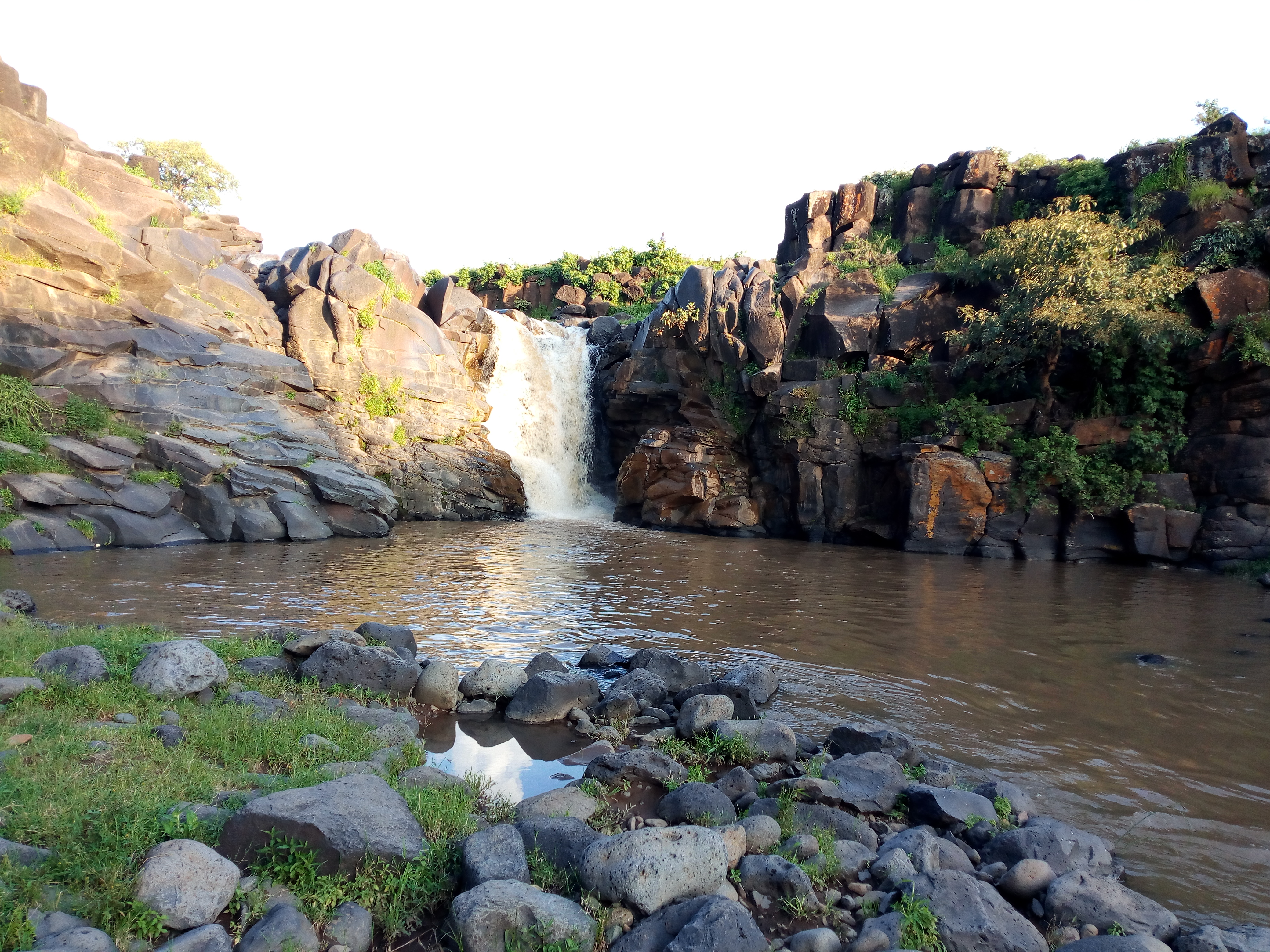
Chutes du djebel Marra.

Le sommet du djebel Marra est occupé par une caldeira de 5 km de diamètre créée vraisemblablement en 4000 av. J.-C., lors d'une puissante éruption. Cette éruption aurait provoqué des écoulements pyroclastiques de plusieurs dizaines de kilomètres. Les pentes du volcan sont composées d'anciennes coulées de laves basaltiques et de dépôts pyroclastiques. On peut y trouver quelques récents petits cônes de scories tout autour du volcan. La caldeira contient le lac Marra Deriba. La dernière éruption aurait eu lieu en 2000 av. J.-C. Une activité fumerollienne subsiste toujours à l'intérieur de la caldeira.

Dans la classification du WWF, le djebel Marra et deux zones montagneuses tchadiennes, le plateau de l'Ennedi et les hautes terres du Ouaddaï, constituent une écorégion terrestre discontinue, celle des forêts claires xériques d'altitude de l'Est du Sahara, appartenant au biome des déserts et brousses xériques.

## Hydrographie

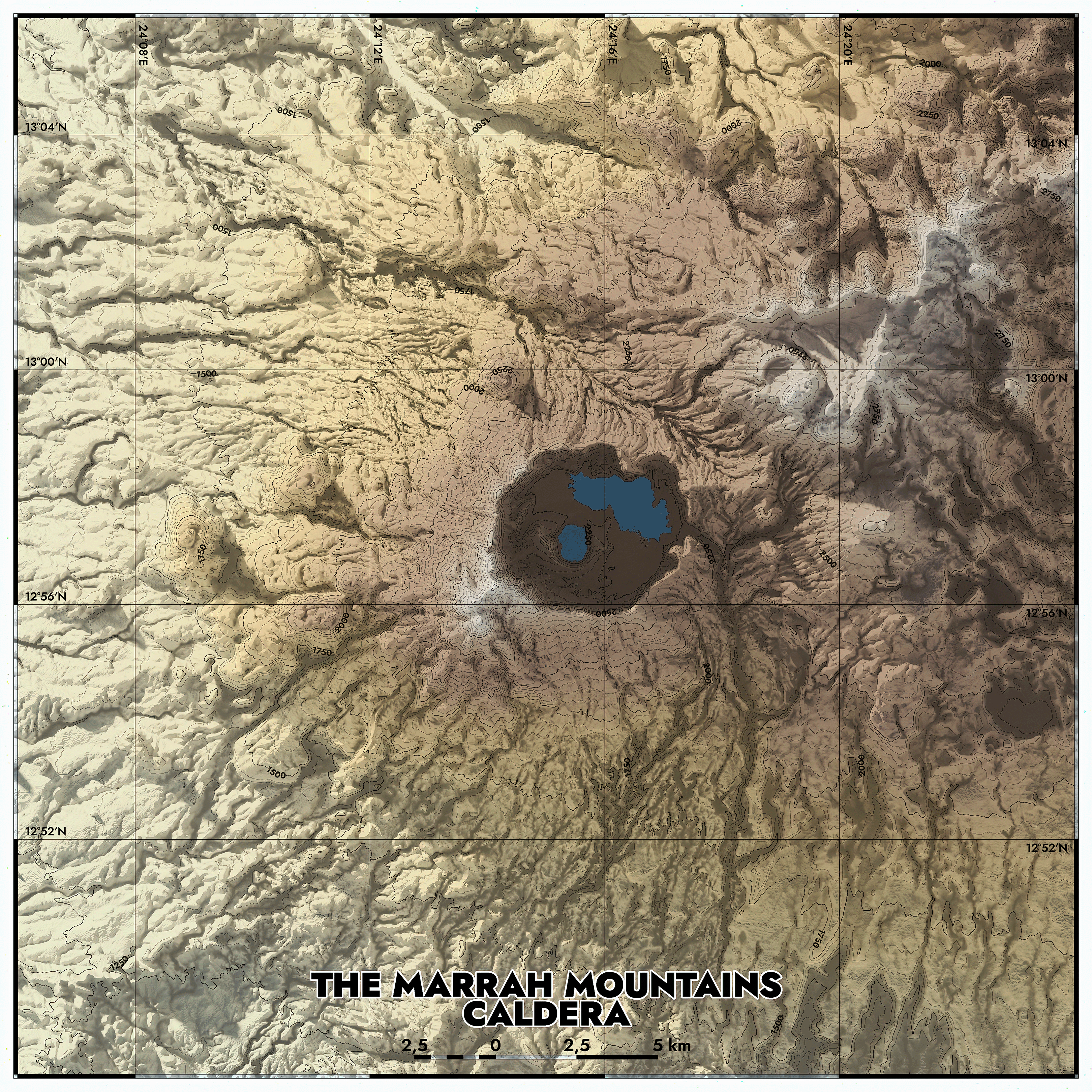
Carte du djebel Marra

Les deux lacs de Deriba, tels que décrits par les notes de Hobbs en 1918,, étaient apparemment les deux seuls dans le Jebel Marra. Hobbs les situe à une altitude d'environ 518 m (1700 pieds, comme indiqué dans sa note) au-dessus de la plaine et 1463 m (Hobbs écrit 4804 pieds) au-dessus du niveau de la mer (les mesures modernes, cependant, indiquent 2100 m). Ils ont été décrits comme étant situés dans un vaste amphithéâtre d'environ 4,8 à 6,4 km de diamètre, formé par une chaîne circulaire continue (ou légèrement ovale) de hauteurs fortement inclinées, variant d'environ 244 à 610 m (800 à 2000 pieds) au-dessus de la zone environnante.
Le plus grand lac, connu sous le nom de "femelle", se trouvait dans l'angle nord-est de l'amphithéâtre. Il mesurait environ 1 780 m de long (toutes les indications de Hobbs sont converties au système métrique), 1 230 m de large et avait une circonférence d'environ 4,8 km. Son eau, d'une salinité élevée, était d'un vert trouble et dégageait, selon Hobbs, une odeur désagréable. Bien que le manque de temps n'ait pas permis d'effectuer des sondages, on a déduit que le lac était peu profond, sauf dans sa partie septentrionale. Le lac plus petit, désigné sous le nom de "mâle", situé à environ 800 m au sud, avait une eau plus douce. Ses dimensions étaient d'environ 1420 m de long, 820 m de large, avec une circonférence d'environ 910 m. S'élevant presque verticalement depuis le bord de l'eau, les parois du cratère atteignaient des hauteurs d'environ 120 à 210 m, à l'exception du bord nord, qui s'inclinait doucement. Comme son homologue, ce lac présente une teinte verdâtre et un léger arôme sulfureux.
Au cours d'une série d'expéditions entre 1964 et 1966 , de nombreux échantillons ont été prélevés sur divers sites, notamment des ruisseaux, des cascades, des bassins et les deux lacs salins du cratère. Des analyses chimiques ont été effectuées, ainsi que le premier  relevé bathymétrique des lacs, au moyen d'un échosondeur calibré et d'un canot pneumatique pour les transects, marquant la première utilisation d'un bateau sur ces eaux. Le grand lac était peu profond, avec une profondeur maximale de 11,6 m, tandis que le petit lac présentait des profondeurs allant de 102 à 108 m une forme d'entonnoir conique. Les deux lacs ont connu des hausses récentes du niveau de l'eau. Entre 1920 et 1957, les volumes des lacs ont augmenté, probablement en raison du dépôt de matériaux imperméables autour des marges. Les lacs présentent des niveaux constants tout au long de l'année, ce qui suggère un mécanisme d'autorégulation.

## Géologie
Le djebel Marra, un massif volcanique éteint de la fin du Tertiaire dont le sommet culmine à 3042 mètres, s'étend du nord au sud sur environ 55 milles, s'élargit à 40 milles et continue vers le nord sur 60 milles. Les collines de Tagabo et le plateau de Meidob, au nord-est de la chaîne, seraient d'origine volcanique. Le plateau repose sur des roches archéennes, sur un soulèvement entre les bassins du Tchad et du Nil moyen, et s'étend vers l'ouest jusqu'à la frontière soudanaise, formant une pénéplaine ondulée appelée Complexe du socle, avec des altitudes allant de 1100 mètres à l'est à 600 mètres à l'ouest. Des collines et des crêtes isolées, telles que le massif de Tebella (1413 mètres), peut-être des vestiges d'une surface d'érosion plus ancienne, parsèment la pénéplaine.
Au sud-est et au sud du djebel Marra, le plateau maintient une altitude de 600 à 700 mètres, révélant des roches archéennes sous des dépôts de sable et d'argile à des distances de 15 à 70 miles de la base de la montagne. Des caractéristiques similaires sont observées à l'ouest, notamment de petits plateaux et des inselbergs tels que les collines de Dagu et le Gennung à 1200 mètres d'altitude. Les régions orientale et septentrionale du Zalingei sont dominées par des schistes et des gneiss cristallins acides, tandis que la partie occidentale est principalement constituée de paraschistes, de gneiss calco-silicatés et d'autres formations rocheuses.
Au sud du massif de Tebella, le bassin de Wadi Debarei semble être une fosse clinale pénétrée et occupée par du granite non folié. Des géologues du Sudan Geological Survey ont récemment effectué des travaux près d'El Fasher et de Nyala, mais leurs résultats ne sont pas encore publiés. Le Jebel Nyala, les Dagu Jebels et les Wana Hills présentent des compositions granitiques et gneissiques, tandis que les zones situées entre El Fasher et Nyala présentent des roches quartzeuses prédominantes.
À une centaine de kilomètres à l'est du djebel Marra, les roches archéennes sont recouvertes par des grès nubiens, avec des preuves d'une extension vers l'ouest près d'El Geneina. Des études géologiques récentes suggèrent la présence étendue de grès nubiens au sud-ouest d'El Fasher sous des sables transportés par le vent, ce qui remet en question les croyances antérieures. Le calcaire près de Zalingei, dérivé des eaux calcaires des sources, est le seul dépôt sédimentaire enregistré dans l'affleurement archéen.
Andrew (1948) suggère que l'activité volcanique au djebel Marra a commencé au Tertiaire supérieur (Miocène). Le cratère Deriba, dont on pense qu'il s'agit d'un point culminant récent, a un diamètre de plus de 3 miles et contient deux lacs aux caractéristiques salines distinctes. Des pics de lave entourent le cratère, dont l'un pourrait être le point le plus élevé de la chaîne. L'histoire volcanique montre des périodes d'éruption continue de lave, d'érosion et d'événements explosifs qui ont façonné le grand cratère actuel. Les zones volcaniques périphériques et une phase intrusive représentée par des dykes près de Kutum restent des sujets à étudier.
La région est caractérisée par de vastes dépôts superficiels d'origine fluviatile et éolienne, l'oued 'Azum et ses affluents présentant de larges chenaux et terrasses. Les rivières qui coulent vers l'est et le sud-est ont des lits sablonneux qui se transforment en limons dans un rayon de 30 à 50 miles autour de leur source. Une grande plaine de limon ou d'argile au nord-est de Kutum est considérée comme une playa, tandis qu'un ancien erg, le qoz, conserve un relief dunaire, immobilisé par la savane dominante. Le W. Ibra transporte les eaux de ruissellement au sud du djebel Marra, et le Qoz Dango poursuit l'extension de l'erg, sans contrepartie occidentale sur les hauts plateaux volcaniques.
En résumé, les caractéristiques géologiques et topographiques du djebel Marra comprennent son origine volcanique, la diversité de ses compositions rocheuses, ses dépôts sédimentaires et l'histoire de son activité volcanique. Les études géologiques en cours et la nécessité de poursuivre les recherches soulignent la nature complexe de cette région.